# Masahide Kawamoto
Masahide Kawamoto (川元 正英 Kawamoto Masahide?), född 21 juni 1971 i Kanagawa prefektur, är en japansk före detta fotbollsspelare.
Kawamoto började sin karriär 1994 i Fujitsu (Kawasaki Frontale). Han avslutade karriären 1999.